# Nonucidere
Nonucidere se referă la absența uciderii, amenințări de ucidere, și condiții ce determină uciderea în societatea umană. Deși utilizarea termenului în lumea academică se referă mai ales la uciderea indivizilor umani, este uneori extins la includerea uciderilor animale și a altor forme de viață. Acesta este și cazul utilizării tradiționale a termenului de nonucidere ca parte a eticilor Budhiste, cum este exprimat în prima învățătură din Pancasila Pancasila , și în termeni similari pe tot cuprinsul tradițiilor spirituale din lume. În mod semnificativ, nonuciderea a fost de asemenea folosită de curând în „Carta pentru o Lume fără Violență” , aprobată de cel de al 8-lea Summit Mondial al Laureaților Premiului Nobel pentru Pace.
Analizand cauzele, nonucidere cuprinde conceptele de pace (lipsa de război și a condițiilor care să conducă la război), nonviolență (psihologică, fizică și structurală), și ahimsa (nevătămarea în gândire, cuvântare și fapte). Fără a exclude nici unul din ultimele, nonuciderea stipulează o manieră diferită caracterizată de comensurabilitatea scopurilor sale și de natură cu final liber a realizării sale. În timp ce utilizarea termenilor precum nonviolență și pace urmează de obicei formei clasice de dezbatere prin idei abstracte ce conduc la pasivitate, uciderea (și opusul său, nonuciderea), poate fi cuantificată și legată de cauze specifice prin urmărirea unei perspective de sănătate publică (prevenire, intervenție și transformare posttraumatică spre eradicarea progresivă a uciderii).
Pe de altă parte, nonuciderea nu setează nici o cale predeterminată pentru obținerea unei societăți fără ucideri în același fel în care unele ideologii și tradiții spirituale care încurajează interdicția de a lua vieți. Ca și achiziție nelimitată se face apel la creativitatea umană infinită și variabilitate, încurajând explorări continue în domeniile educației, cercetării, acțiunii sociale și realizarea de politici prin dezvotarea unei largi varietăți de alternative științifice, instituționale, educaționale, politice, economice și spirituale pentru omucidere. De asemenea, împotriva scopului său principal, nonuciderea atinge și subiecte sociale mai vaste.
În relație cu agresiunea psihologică, atac fizic și tortură intenționată să terorizeze prin amenințare manifestată sau latentă a vieții, nonuciderea implică eliminarea cauzelor sale psihosociale. În relație cu uciderea umană din cauze structurale socio-economice care sunt produsul unei întăriri letale directe și totodată rezultatul unei diversiuni ale resurselor pentru scopul uciderii, nonuciderea implică eliminarea lipsurilor legate de letalitate. Legat de amenințările asupra viabilității biosferei, nonuciderea implică absența atacurilor directe asupra resurselor de susținere vitală și totodată încetinirea degradării indirecte asociate letalității. Asociat cu formele de ucidere accidentală, nonuciderea implică o creare de condiții sociale și tehnologice pentru a cauza eliminarea acestora.
În cartea sa, Știința nonuciderii globale politice, Glenn D. Paige a estimat că mai puțin de 0.5 procente din toți oamenii care au existat vreodată au ucis cu adevărat alți oameni. De asemenea, probele antropologice arată că în anumite societăți și culturi uciderea coboară până la nivele statistice nesemnificative. Cum Omul a trăit exclusiv ca și vânător-culegător – o formă de existență ce rezumă atributele unei societăți nonucigătoare – pentru 99 procente din existența lor, se observă că nivelele de violență și uciderea au fost foarte reduse în majoritatea istoriei lui Homo sapiens sapiens . 
În sens larg, nonuciderea se opune termenilor de: agresiune, asasinare, atentat sinucigaș, autogenocid, decimare, democid, epurare etnică, etnocid, execuție, femicid, feticid, fratricid, genocid, genocid cultural, infanticid, împușcări la școală, homicid, matricid, omucidere, paricid, patricid, pedeapsă cu moartea, policid, politicid, pruncucidere, regicid, sacrificiu uman, suicid, suroricid, terorism, tiranicid, tortură, ucidere, ucidere amenințată, ucidere de corporație, ucidere în masă, ucidere pentru onoare, ucidere plătită, ucidere sexuală, ucideri domestice, ucideri rituale, uxoricid, violență, violență structurală, crime de război și alte forme de ucidere, directă, indirectă sau structurală.